# خیلی متاسفم (ترانه ایمجین دراگنز)
«خیلی متاسفم» تک‌آهنگی از ایمجین دراگنز است که در ۱۱ ژوئن ۲۰۱۵ منتشر شد. این تک‌آهنگ در آلبوم دود + آینه‌ها قرار داشت. این آهنگ رتبهٔ ۱۴ام در چارت آهنگ‌های داغ راک بیلبورد کسب کرد. همچنین در بازی‌های کامپیوتری بتلفید هاردلاین از کمپانی الکترونیک آرتس و ان‌بی‌ای ۲کا۱۶ از کمپانی ۲کا اسپرت قرار دارد.